# Swae Lee
 (janvier 2020).
Si vous disposez d'ouvrages ou d'articles de référence ou si vous connaissez des sites web de qualité traitant du thème abordé ici, merci de compléter l'article en donnant les références utiles à sa vérifiabilité et en les liant à la section « Notes et références ».
Swae Lee, de son vrai nom Khalif Malik Ibn Shaman Brown, né le 7 juin 1993 à Inglewood, en Californie, est un chanteur, rappeur et auteur-compositeur-interprète américain.
Avec son frère Slim Jxmmi, il fait partie du duo hip-hop Rae Sremmurd. Il est surtout connu pour avoir figuré, le 7 avril 2017, sur le single Unforgettable de French Montana, qui a atteint le Top 3 du Billboard Hot 100. Le premier album studio de Swae Lee, Swaecation, est sorti le 4 mai 2018, dans le cadre d'un triple album, qui contenait également les albums studio SR3MM de Rae Sremmurd et Jxmtro de Slim Jxmmi. Il a ensuite été sur le single Sunflower créé pour le film Spider-Man: New Generation , qui a grimpé jusqu'au no 1 du Hot 100, devenant son premier single top-charting en tant qu'artiste solo.

## Biographie
Swae Lee est né à Inglewood, en Californie, dans la famille d'une mère célibataire qui travaillait sur des chars de l'armée américaine. Il a grandi à Tupelo, Mississippi, et a commencé à faire de la musique au lycée avec son frère Slim Jxmmy et le rappeur local Lil Panz - comme Dem Outta St8 Boyz.
Après avoir obtenu son diplôme d'études secondaires, Brown, aux côtés de son frère Slim Jxmmi, a connu une période de sans-abrisme au cours de laquelle ils étaient les squatteurs d'une maison abandonnée,. En 2013, Swae Lee et Slim Jxmmi ont signé un contrat avec Mike Wilde créé pour EarDrummers Entertainment, sous le nom Rae Sremmurd. Le nom du groupe est basé sur le nom du label EarDrummers, dans lequel chaque mot est lu à l'envers.